# Pelecopsis laptevi
Pelecopsis laptevi är en spindelart som beskrevs av Andrei V. Tanasevitch och Victor Fet 1986. Pelecopsis laptevi ingår i släktet Pelecopsis och familjen täckvävarspindlar. Inga underarter finns listade i Catalogue of Life.